# 盧學溥

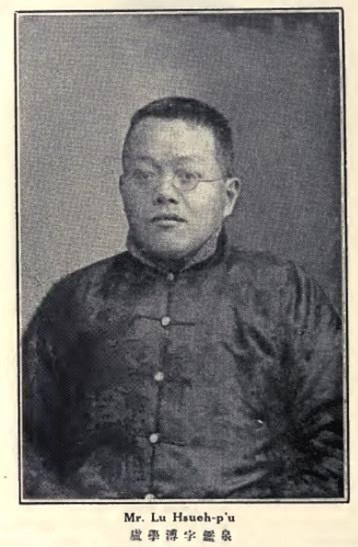
盧學溥

盧學溥（1877年—1956年），字鑑泉，浙江桐鄉人。舉人。

## 生平
曾任中華民國第一期臨時政府公債司僉事、公債司司長。1921年12月至1922年5月，任財政部次長。後任中國銀行監察人、交通銀行董事長兼浙江實業銀行常務董事等職。1932年任全國財政委員會委員。
卢学溥是著名作家茅盾的表叔，也是他的伯乐和成长的引路人。卢学溥之子卢树森为建筑师，其外孙女任璧莲则为美国当代华裔作家。

## 延伸阅读
[在维基数据编辑]
 《海上名人傳·盧鑑泉》，出自《海上名人傳》